# Ramal de Aveiro-Mar
O Ramal de Aveiro-Mar foi uma ferrovia menor da rede portuguesa, localizada em Aveiro. Ligava a gare de via estreita do Ramal de Aveiro na Estação de Aveiro ao canal do Cojo, local de atracagem de barcos. Era usado para levar o peixe até à lota de Aveiro.
As únicas obras de engenharia do ramal eram uma ponte de vigas (16 m) sobre a Linha do Norte, e uma passagem inferior (3 m), no final deste curto percurso.

## História

### Planeamento e construção
Após terem sido concluídas as obras da construção da Linha do Vale do Vouga e do Ramal de Aveiro, a Companhia Portuguesa para a Construção e Exploração de Caminhos de Ferro pediu autorização ao governo para construir um ramal que saísse da gare de via estreita do Ramal de Aveiro e seguisse para norte até ao canal do Cojo, não muito longe do Ramal do Canal de São Roque. Esta permissão foi concedida em Novembro de 1915, mas houve diversos contratempos, entre eles a Primeira Guerra Mundial, que condicionaram o projecto.
O contrato de 5 de Fevereiro de 1907, para a construção e exploração do Ramal de Aveiro e da Linha do Vouga, foi modificado em 23 de Agosto de 1918, alterando os termos da cedência de terrenos para a continuação da linha, entre a Estação de Aveiro e o Canal do Cojo.
Um decreto de 15 de Novembro de 1926 concedeu à Companhia a exploração deste ramal, a entroncar no Ramal de Aveiro junto ao seu término em Aveiro — prolongando-se para NW até ao Canal de São Roque, e fletindo depois para sul, até Cantanhede, passando por Mira, Ílhavo e Vagos. Este projeto, prolongado até Ançã (já bem perto de Coimbra), voltou a ser incluído no Plano de 1930, mas foi finalmente abandonado, entrando o ramal em funcionamento em 25 de Outubro de 1932.
Mais tarde, começaram os trabalhos de construção deste troço de 907 m, que foi aberto à exploração a 25 de Outubro de 1932.
A paisagem não era muito diferente da do Ramal do Canal de São Roque, simplesmente o início ficava 50 m mais a norte.
Os engenheiros da Companhia chegaram a transformar uma camioneta de carga numa “automotora de peixe”, que permitia levar o pescado fresco da lota até às cidades do interior, via Ramal de Aveiro e Linha do Vouga[carece de fontes?].

### Transição para a CP
Em 1 de Janeiro de 1947, a exploração da rede ferroviária do Vouga passou para a Companhia dos Caminhos de Ferro Portugueses. O Decreto-Lei n.º 38246, de 9 de Maio de 1951, confirmou a concessão única da CP, tendo o Ramal de Aveiro Mar sido listado como uma das vias férras de via estreita que iriam ficar sobre a gestão daquela empresa.
A sua utilização era limitada e o ramal encontra-se actualmente desactivado.